# خوسيه ماريا غيدو
خوسيه ماريا غيدو (بالإسبانية: José María Guido) (و. 1910 – 1975 م) هو محام، وسياسي من الأرجنتين ولد في بوينس آيرس.

## روابط خارجية
- خوسيه ماريا غيدو على موقع الموسوعة البريطانية (الإنجليزية)
- خوسيه ماريا غيدو على موقع مونزينجر (الألمانية)